# Rudolf Eickhoff
Rudolf Eickhoff (* 6. Februar 1902 in Sulingen; † 6. September 1983 ebenda) war ein deutscher Politiker (DP, CDU).

## Leben und Beruf
Eickhoff wurde als Sohn eines Bäckermeisters geboren. Nach dem Besuch der Mittelschule absolvierte er eine Bäckerlehre, die er mit der Gesellenprüfung abschloss. Er ging auf die Berufsfachschule, bestand dort 1925 die Meisterprüfung und arbeitete anschließend im Geschäft seines Vaters in Sulingen. 1931 übernahm er die Leitung des Geschäftes. Eickhoff war Mitglied im Stahlhelm gewesen und wurde mit dessen Auflösung in die SA-Reserve II übernommen. Nachdem auch diese aufgelöst worden war, wurde er in das NSKK übernommen. Seit 1939 nahm er als Soldat am Zweiten Weltkrieg teil und geriet zuletzt in Gefangenschaft, aus der er 1945 entlassen wurde. Danach arbeitete Eickhoff erneut als Bäckermeister. Er war von 1945 bis 1960 Kreishandwerksmeister im Landkreis Grafschaft Diepholz, wurde Vorstandsmitglied der Bäckerinnung Niedersachsen und gehörte bis 1974 der Vollversammlung der Handwerkskammer Hannover an. Eickhoffs Tochter Ursula, die das Konditorenhandwerk erlernte, wurde 1950 deutsche Mädchen-Meisterin im Tischtennis.
Gerd Nagel (Leichtathlet) ist sein Enkelsohn.

## Partei
Eickhoff trat 1945 in die Deutsche Partei (DP) ein, die damals noch Niedersächsische Landespartei (NLP) hieß, und wurde zum stellvertretenden Vorsitzenden des DP-Kreisverbandes Grafschaft Diepholz gewählt. Am 3. November 1960 wechselte er zur CDU über.

## Abgeordneter
Er war nach 1945 Kreistagsmitglied des Landkreises Grafschaft Diepholz und dort Vorsitzender der DP-Fraktion. Von 1946 bis 1972 war er stets Mitglied des Kreisausschusses.
Dem Deutschen Bundestag gehörte Eickhoff seit der ersten Bundestagswahl 1949 bis 1957 als direkt gewählter Abgeordneter des Wahlkreises Diepholz-Melle-Wittlage an. Von 1953 bis 1957 war er stellvertretender Vorsitzender der DP-Fraktion und stellvertretender Vorsitzender des Bundestagsausschusses für Sonderfragen des Mittelstandes. 
Von 1959 bis 1963 war er für die DP gewähltes Mitglied des Niedersächsischen Landtages in dessen vierter Wahlperiode. Am 19. September 1960 verließ er die DP-Fraktion und galt ab dem 27. September 1960 als Gast der CDU-Fraktion, der er sich am 3. November 1960 endgültig anschloss.

## Öffentliche Ämter
Von 1948 bis 1964 amtierte er als Bürgermeister der Stadt Sulingen. Darüber hinaus war er bis 1972 im Stadtrat. Bereits 1936 wurde er von der Vertreterversammlung der Volksbank Sulingen in den Aufsichtsrat berufen und von 1945 bis 1972 war er Aufsichtsratsvorsitzender.

## Ehrungen
- 1967 Verdienstkreuz 1. Klasse der Bundesrepublik Deutschland
- Konrad-Adenauer-Preis der Kommunalpolitischen Vereinigung der deutschen Unionsparteien